# 平成15年梅雨前線豪雨

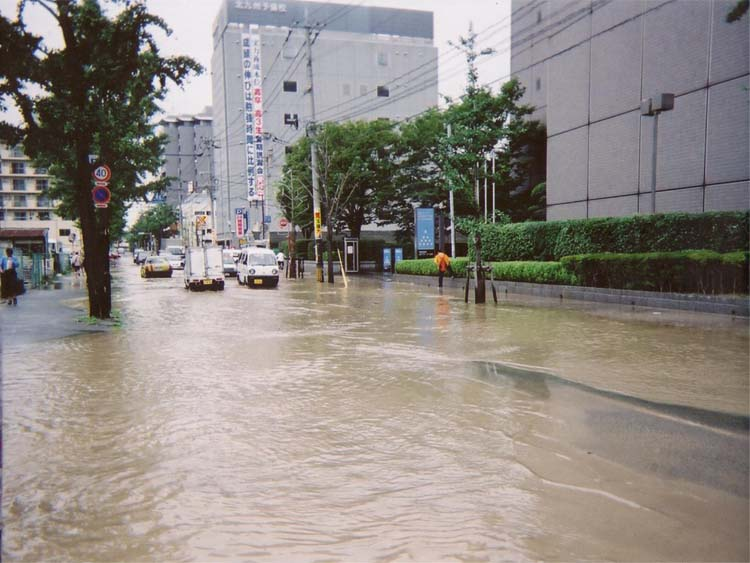
豪雨による冠水

平成15年梅雨前線豪雨 (へいせい15ねんばいうぜんせんごうう) は、2003年7月18日から7月21日にかけて、梅雨前線が日本海に停滞したことで発生した豪雨災害である。九州北部で1時間に50mmを超える非常に激しい雨となった。

## 概要
7月18日、黄海北部に中心を持つ低気圧が北東に進むに従って、この低気圧から伸びる日本の南海上の梅雨前線が北上し、西日本にかかった。その後、梅雨前線は21日にかけて九州北部に停滞した。18日夕方から20日明け方にかけては、梅雨前線に向かって暖湿な気流が流れ込み、西日本で大気の状態が不安定となり、大雨が降った。特に九州地方では、局地的に１時間に80mm以上の猛烈な雨を含む豪雨となり、この期間の降水量は、西日本の所々で300mmを超えるなど、広い範囲で200mm以上の大雨となった。21日から22日明け方にかけては、東日本から西日本にかけての広い範囲で大気の不安定な状態が続き、大雨となった。

## 被害
- 死者23名、負傷者25名
- 住家全壊51棟、半壊56棟、一部損壊161棟
- 床上浸水3,558棟、床下浸水4,188棟など